# Palmarès du simple filles des tournois du Grand Chelem
Cet article répertorie les joueuses ayant remporté un tournoi du Grand Chelem en catégorie junior.
Si une épreuve junior filles est créée à l'Open d'Australie dès 1930, il faut attendre 1948 pour la voir apparaître à Wimbledon, 1953 à Roland-Garros et 1974 à l'US Open.
Ainsi, le Grand Chelem junior (gagner les 4 tournois sur une même année) n'est possible que depuis 1974. À ce jour, aucune joueuse n'a réalisé cette performance. Seules Natasha Zvereva et Magdalena Maleeva s'en sont approchées en remportant 3 mêmes tournois, respectivement en 1987 et 1990.

## Palmarès
| Légende                                   |
| ----------------------------------------- |
| 4 victoires en Grand Chelem la même année |
| 3 victoires en Grand Chelem la même année |
| 2 victoires en Grand Chelem la même année |
| Vainqueur en juniors et en séniors        |

Apparaissent en gras les joueuses qui ont également remporté par la suite un tournoi du Grand Chelem au cours de leur carrière professionnelle.
| Année   | Open d'Australie                      | Roland-Garros          | Wimbledon               | US Open                     |
| ------- | ------------------------------------- | ---------------------- | ----------------------- | --------------------------- |
| 1930    | Emily Hood Westacott                  | Début en 1953          | Début en 1948           | Début en 1974               |
| 1931    | Joan Hartigan                         | Début en 1953          | Début en 1948           | Début en 1974               |
| 1932    | Nancy Lewis                           | Début en 1953          | Début en 1948           | Début en 1974               |
| 1933    | Nancy Lewis                           | Début en 1953          | Début en 1948           | Début en 1974               |
| 1934    | May Blick                             | Début en 1953          | Début en 1948           | Début en 1974               |
| 1935    | Thelma Coyne                          | Début en 1953          | Début en 1948           | Début en 1974               |
| 1936    | Thelma Coyne                          | Début en 1953          | Début en 1948           | Début en 1974               |
| 1937    | Margaret Wilson                       | Début en 1953          | Début en 1948           | Début en 1974               |
| 1938    | Joyce Wood                            | Début en 1953          | Début en 1948           | Début en 1974               |
| 1939    | Joyce Wood                            | Début en 1953          | Début en 1948           | Début en 1974               |
| 1940    | Joyce Wood                            | Début en 1953          | Début en 1948           | Début en 1974               |
| 1941-45 | Pas de tournoi                        | Début en 1953          | Début en 1948           | Début en 1974               |
| 1946    | S. Grant                              | Début en 1953          | Début en 1948           | Début en 1974               |
| 1947    | Joan Tuckfield                        | Début en 1953          | Début en 1948           | Début en 1974               |
| 1948    | Beryl Penrose                         | Début en 1953          | Olga Miskova            | Début en 1974               |
| 1949    | Joan Warnock                          | Début en 1953          | Christiane Mercelis     | Début en 1974               |
| 1950    | Barbara McIntyre                      | Début en 1953          | Lorna Cornell           | Début en 1974               |
| 1951    | Mary Carter                           | Début en 1953          | Lorna Cornell           | Début en 1974               |
| 1952    | Mary Carter                           | Début en 1953          | Fenny ten Bosch         | Début en 1974               |
| 1953    | Jenny Staley                          | Christine Brunon       | Dora Kilan              | Début en 1974               |
| 1954    | Elizabeth Orton                       | Béatrice de Chambure   | Valerie Pitt            | Début en 1974               |
| 1955    | Elizabeth Orton                       | Maria-Teresa Reidl     | Sheila Armstrong        | Début en 1974               |
| 1956    | Lorraine Coghlan                      | Eliane Launay          | Ann Haydon              | Début en 1974               |
| 1957    | Margot Rayson                         | Ilse Buding            | Miriam Arnold           | Début en 1974               |
| 1958    | Jan Lehane                            | Francesca Gordigani    | Sally Moore             | Début en 1974               |
| 1959    | Jan Lehane                            | Joan Cross             | Joan Cross              | Début en 1974               |
| 1960    | Lesley Turner                         | Françoise Dürr         | Karen Hantze            | Début en 1974               |
| 1961    | Robyn Ebbern                          | Robyn Ebbern           | Galina Baksheeva        | Début en 1974               |
| 1962    | Robyn Ebbern                          | Kaye Dening            | Galina Baksheeva        | Début en 1974               |
| 1963    | Robyn Ebbern                          | Monique Salfati        | Monique Salfati         | Début en 1974               |
| 1964    | Kaye Dening                           | Nicole Seghers         | Peaches Bartkowicz      | Début en 1974               |
| 1965    | Kerry Reid                            | Esme Emanuel           | Olga Morozova           | Début en 1974               |
| 1966    | Karen Krantzcke                       | Odile de Roubin        | Birgitta Lindstrom      | Début en 1974               |
| 1967    | Lexie Kenny                           | Corinne Molesworth     | Judith Salome           | Début en 1974               |
| 1968    | Lesley Hunt                           | Lesley Hunt            | Kristy Pigeon           | Début en 1974               |
| 1969    | Lesley Hunt                           | Kazuko Sawamatsu       | Kazuko Sawamatsu        | Début en 1974               |
| 1970    | Evonne Goolagong                      | Veronica Burton        | Sharon Walsh            | Début en 1974               |
| 1971    | Patricia Coleman                      | Elena Granatourova     | Marina Kroschina        | Début en 1974               |
| 1972    | Patricia Coleman                      | Renáta Tomanová        | Ilana Kloss             | Début en 1974               |
| 1973    | Chris O'Neil                          | Mima Jaušovec          | Ann Kiyomura            | Début en 1974               |
| 1974    | Jennifer Walker                       | Mariana Simionescu     | Mima Jaušovec           | Ilana Kloss                 |
| 1975    | Sue Barker                            | Regina Maršíková       | Natasha Chmyreva        | Natasha Chmyreva            |
| 1976    | Sue Saliba                            | Michelle Tyler         | Natasha Chmyreva        | Marise Kruger               |
| 1977    | Amanda Tobin (Jan) Pamela Baily (Dec) | Anne Smith             | Lea Antonoplis          | Claudia Casabianca          |
| 1978    | Elizabeth Little                      | Hana Mandlíková        | Tracy Austin            | Linda Siegel                |
| 1979    | Anne Minter                           | Lena Sandin            | Mary Lou Piatek         | Alycia Moulton              |
| 1980    | Anne Minter                           | Kathy Horvath          | Debbie Freeman          | Susan Mascarin              |
| 1981    | Anne Minter                           | Bonnie Gadusek         | Zina Garrison           | Zina Garrison               |
| 1982    | Amanda Brown                          | Manuela Maleeva        | Catherine Tanvier       | Beth Herr                   |
| 1983    | Amanda Brown                          | Pascale Paradis        | Pascale Paradis         | Elizabeth Minter            |
| 1984    | Annabel Croft                         | Gabriela Sabatini      | Annabel Croft           | Katerina Maleeva            |
| 1985    | Jenny Byrne                           | Laura Garrone          | Andrea Holíková         | Laura Garrone               |
| 1986    | Pas de tournoi                        | Patricia Tarabini      | Natasha Zvereva         | Elly Hakami                 |
| 1987    | Michelle Jaggard                      | Natasha Zvereva        | Natasha Zvereva         | Natasha Zvereva             |
| 1988    | Jo-Anne Faull                         | Julie Halard           | Brenda Schultz          | Carrie Cunningham           |
| 1989    | Kim Kessaris                          | Jennifer Capriati      | Andrea Strnadová        | Jennifer Capriati           |
| 1990    | Magdalena Maleeva                     | Magdalena Maleeva      | Andrea Strnadová        | Magdalena Maleeva           |
| 1991    | Nicole Pratt                          | Anna Smashnova         | Barbara Rittner         | Karina Habšudová            |
| 1992    | Joanne Limmer                         | Rossana de los Ríos    | Chanda Rubin            | Lindsay Davenport           |
| 1993    | Heike Rusch                           | Martina Hingis         | Nancy Feber             | Maria Bentivoglio           |
| 1994    | Trudi Musgrave                        | Martina Hingis         | Martina Hingis          | Meilen Tu                   |
| 1995    | Siobhan Drake                         | Amélie Cocheteux       | Aleksandra Olsza        | Tara Snyder                 |
| 1996    | Magdalena Grzybowska                  | Amélie Mauresmo        | Amélie Mauresmo         | Mirjana Lučić               |
| 1997    | Mirjana Lučić                         | Justine Henin          | Cara Black              | Cara Black                  |
| 1998    | Jelena Kostanić                       | Nadia Petrova          | Katarina Srebotnik      | Jelena Dokić                |
| 1999    | Virginie Razzano                      | Lourdes Domínguez      | Iroda Tulyaganova       | Lina Krasnoroutskaïa        |
| 2000    | Anikó Kapros                          | Virginie Razzano       | María Emilia Salerni    | María Emilia Salerni        |
| 2001    | Jelena Janković                       | Kaia Kanepi            | Angelique Widjaja       | Marion Bartoli              |
| 2002    | Barbora Strýcová                      | Angelique Widjaja      | Vera Dushevina          | Maria Kirilenko             |
| 2003    | Barbora Strýcová                      | Anna-Lena Grönefeld    | Kirsten Flipkens        | Kirsten Flipkens            |
| 2004    | Shahar Peer                           | Sesil Karatantcheva    | Kateryna Bondarenko     | Michaëlla Krajicek          |
| 2005    | Victoria Azarenka                     | Ágnes Szávay           | Agnieszka Radwańska     | Victoria Azarenka           |
| 2006    | Anastasia Pavlyuchenkova              | Agnieszka Radwańska    | Caroline Wozniacki      | Anastasia Pavlyuchenkova    |
| 2007    | Anastasia Pavlyuchenkova              | Alizé Cornet           | Urszula Radwańska       | Kristína Kučová             |
| 2008    | Arantxa Rus                           | Simona Halep           | Laura Robson            | Coco Vandeweghe             |
| 2009    | Ksenia Pervak                         | Kristina Mladenovic    | Noppawan Lertcheewakarn | Heather Watson              |
| 2010    | Karolína Plíšková                     | Elina Svitolina        | Kristýna Plíšková       | Daria Gavrilova             |
| 2011    | An-Sophie Mestach                     | Ons Jabeur             | Ashleigh Barty          | Grace Min                   |
| 2012    | Taylor Townsend                       | Annika Beck            | Eugenie Bouchard        | Samantha Crawford           |
| 2013    | Ana Konjuh                            | Belinda Bencic         | Belinda Bencic          | Ana Konjuh                  |
| 2014    | Elizaveta Kulichkova                  | Daria Kasatkina        | Jeļena Ostapenko        | Marie Bouzková              |
| 2015    | Tereza Mihalíková                     | Paula Badosa Gibert    | Sofya Zhuk              | Dalma Gálfi                 |
| 2016    | Vera Lapko                            | Rebeka Masarova        | Anastasia Potapova      | Kayla Day                   |
| 2017    | Marta Kostyuk                         | Whitney Osuigwe        | Claire Liu              | Amanda Anisimova            |
| 2018    | Liang En-shuo                         | Coco Gauff             | Iga Świątek             | Wang Xiyu                   |
| 2019    | Clara Tauson                          | Leylah Annie Fernandez | Daria Snigur            | María Camila Osorio Serrano |
| 2020    | Victoria Jiménez Kasintseva           | Elsa Jacquemot         | Non joué                | Non joué                    |
| 2021    | Non joué                              | Linda Nosková          | Ane Mintegi del Olmo    | Robin Montgomery            |
| 2022    | Petra Marčinko                        | Lucie Havlíčková       | Liv Hovde               | Alexandra Eala              |
| 2023    | Alina Korneeva                        | Alina Korneeva         | Clervie Ngounoue        | Katherine Hui               |
| 2024    | Renáta Jamrichová                     | Tereza Valentová       | Renáta Jamrichová       | Mika Stojsavljevic          |
| 2025    | Wakana Sonobe                         | Lilli Tagger           | Mia Pohánková           |                             |

### Joueuses les plus titrées
| Titres | Joueuses                                                                           |
| ------ | ---------------------------------------------------------------------------------- |
| 4      | R. Ebbern, N. Zvereva                                                              |
| 3      | J. Wood, L. Hunt, N. Chmyreva, A. Minter, M. Maleeva, M. Hingis, A. Pavlyuchenkova |

### Joueuses également titrées en seniors
| Joueuses             | Premier GC juniors | Premier GC seniors |
| -------------------- | ------------------ | ------------------ |
| Emily Hood Westacott | 1930               | 1939               |
| Joan Hartigan        | 1931               | 1933               |
| Lesley Turner        | 1960               | 1963               |
| Françoise Dürr       | 1960               | 1967               |
| Evonne Goolagong     | 1970               | 1971               |
| Mima Jaušovec        | 1973               | 1977               |
| Tracy Austin         | 1978               | 1979               |
| Hana Mandlíková      | 1978               | 1980               |
| Gabriela Sabatini    | 1984               | 1990               |
| Jennifer Capriati    | 1989               | 2001               |
| Lindsay Davenport    | 1992               | 1998               |
| Martina Hingis       | 1993               | 1997               |
| Amélie Mauresmo      | 1996               | 2006               |
| Justine Henin        | 1997               | 2003               |
| Marion Bartoli       | 2001               | 2013               |
| Victoria Azarenka    | 2005               | 2012               |
| Caroline Wozniacki   | 2006               | 2018               |
| Simona Halep         | 2008               | 2018               |
| Ashleigh Barty       | 2011               | 2019               |
| Jeļena Ostapenko     | 2014               | 2017               |
| Iga Świątek          | 2018               | 2020               |
| Coco Gauff           | 2018               | 2023               |